# Siphona antennata
Siphona antennata là một loài ruồi trong họ Tachinidae.